# Isabelle Saporta
Pour les articles homonymes, voir Saporta.
Isabelle Saporta, née le 18 avril 1976, est une journaliste d'investigation, éditrice et chroniqueuse française.

## Biographie

### Jeunesse et études
Isabelle Saporta naît le 18 avril 1976. Elle est la fille d'un médecin d'origine juive séfarade espagnole et d'une psychologue catholique bretonne. Elle fait ses études au lycée Louis-le-Grand. Elle est diplômée de l'Institut d'études politiques de Paris (section Communication et ressources humaines, promotion 1997) et a étudié à l'EHESS. Elle est également titulaire d'un doctorat en science politique obtenu en 2002 à l'université de Versailles – Saint-Quentin-en-Yvelines.

### Parcours professionnel
Elle collabore au magazine Marianne, principalement dans la rubrique « savoir-vivre » et dans la rubrique littéraire de la revue numérique Le Banquet.
Elle a longtemps préparé les émissions de Jean-Pierre Coffe sur France Inter, notamment l'émission Ça se bouffe pas, ça se mange.

#### Chroniqueuse
Elle a été chroniqueuse dans l'émission Bourdin & Co, avec la rubrique Conso sur RMC, puis dans Actuality, présenté par Thomas Thouroude sur France 2. Après une altercation avec Maud Fontenoy, elle décide de quitter l'émission mi-janvier 2017. Elle confie au Parisien : « Je n’ai plus ma place sur AcTualiTy. Cette émission tourne au jeu, avec des animaux en cage et des criquets à croquer. Ça ne me correspond plus. Je ne peux pas tout accepter. Je pars avec panache. »
En 2017, elle participe à l'émission quotidienne Circuit Court sur Europe 1. En août 2018, elle anime une chronique dans la matinale sur RTL, intitulée C'est comme ça. En 2020, elle est chroniqueuse dans Les Grandes Gueules, sur RMC Story. En parallèle, elle est salariée auprès des éditions Fayard.
En septembre 2020, elle devient chroniqueuse dans l'émission 22h Max présentée par Maxime Switek sur BFM TV.
En septembre 2021, elle devient chroniqueuse régulière sur Europe 1 dans l'émission Punchline de Laurence Ferrari.
En septembre 2024, elle remplace Alba Ventura dans l'édito politique de 6h45 sur RTL, elle fait donc son retour à la station près de 5 ans après l'avoir quittée.

#### Éditions Fayard
En juin 2022, Isabelle Saporta est nommée présidente directrice générale des éditions Fayard, où elle était jusqu'alors directrice littéraire. 
Le 8 mars 2024, elle apprend qu'elle est licenciée quelques semaines après l’arrivée au sein du groupe Hachette de Lise Boëll, éditrice historique des personnalités d'extrême droite Philippe de Villiers et d’Éric Zemmour, avec qui elle ne souhaitait pas collaborer,. Cette société fait partie du groupe Lagardère, racheté en 2023 par Vincent Bolloré. Des salariés se mobilisent en faveur d'Isabelle Saporta, s'inquiétant pour l'avenir de la maison d'édition,. Elle est finalement licenciée en avril 2024.

### Parcours politique
Engagée dans les élections municipales de 2020 à Paris, elle forme tout d'abord un binôme avec Gaspard Gantzer avant de rejoindre Cédric Villani au mois de janvier.

## Prises de position
En 2020, elle se montre critique à l'égard des maires écologistes issus des élections municipales françaises de 2020, déplorant que ceux-ci aient tenu des « propos fracturants » et eu « une idée à la con par jour »,.

## Polémiques

### Réponses à ses enquêtes

#### Lobby de la pomme
Les enquêtes d'Isabelle Saporta lui ont valu plusieurs conflits avec des représentants des groupes d'intérêt sujets de ses enquêtes. À la suite de la diffusion en février 2011 sur France 3  du documentaire Manger peut-il nuire à la santé ?, basé sur son enquête Le Livre noir de l'agriculture : comment on assassine nos paysans, notre santé et l'environnement, l’Association nationale pommes poires (ANPP), lobby de la pomme et de la poire cultivées de manière intensive,, condamne la « désinformation sur les pommes » et la met en cause : « Cette “journaliste” met en place des pratiques douteuses : un ton racoleur et superficiel, des informations non vérifiées, sans oublier les mots et les images de ses interlocuteurs détournés pour mieux faire sa propre publicité »,.
Mis en cause dans le documentaire, Daniel Sauvaitre, président de l'ANPP et par ailleurs producteur de pommes en Charente, dénonce pour sa part « un reportage bidonné sur son exploitation ». Le reportage fait mention d'une substance illégale retrouvée sur les pommes de ce producteur mais ce dernier affirme que les pommes analysées ne proviennent pas de son exploitation.

#### Lobby du vin
À la suite de la sortie de son livre Vino business en 2014, Isabelle Saporta est attaquée en justice en mars de la même année pour diffamation par Hubert de Boüard, copropriétaire du château Angélus. Après un procès en juin 2016,, elle est relaxée le 22 septembre,,.

### Vie privée et soupçon de conflit d'intérêts
En mai 2019, après les élections européennes, sa relation avec le député européen écologiste réélu Yannick Jadot est officialisée, ce qui entraîne une polémique sur le fait qu'elle ne se soit pas mise en retrait de RTL pendant la campagne, des médias rappelant la jurisprudence Anne Sinclair. Pour mettre fin à cette polémique, et tout en rappelant qu'elle ne faisait pas d'interview ou de commentaires sur cette campagne électorale, ni sur les partis politiques en général, Isabelle Saporta annonce sa démission de la radio et son engagement en politique.
Elle a deux filles d'une précédente union.

## Publications
- Un si joli petit monde : dans l'arrière-boutique de l'autre gauche et des altermondialistes, Paris, Éditions de la Table ronde, 2006, 165 p., 21 cm (ISBN 978-2-7103-2826-1).
- Ce que nous devons savoir sur le beurre, Paris, Plon, 2008, 171 p., 21 cm (ISBN 978-2-259-20818-5).
- Ne mâchons pas nos maux : consommons autrement pour vivre mieux, Paris, Robert Laffont, 2009, 195 p., 22 cm (ISBN 978-2-221-10986-1).
- Le Livre noir de l'agriculture : comment on assassine nos paysans, notre santé et l'environnement, Paris, Fayard, 2011, 249 p., 21 cm (ISBN 978-2-8185-0224-2).
- Vino business, Paris, Albin Michel, 2014, 253 p., 18 cm (ISBN 978-2-226-25479-5).
- Foutez-nous la paix ! : cette France qui résiste, Paris, Albin Michel, 2016, 327 p., 23 cm (ISBN 978-2-226-32187-9).
- Du courage ! : en finir avec ces trahisons qui nous tueront, Paris, Fayard, 2017, 180 p., 21 cm (ISBN 978-2-213-66887-1).
- Le Prince charmant, c'est vous !, Paris, Fayard, 2018, 228 p., 21,5 cm (ISBN 978-2-213-70592-7).
- Rendez-nous la France ! : en finir avec la caste qui paralyse notre pays, Paris, Fayard, 2020, 252 p., 21,5 cm (ISBN 978-2213717630).

## Documentaires
- 2011 : Manger peut-il nuire à notre santé ? diffusé sur France 3 le 16 février 2011 en coréalisation avec Éric Guéret.
- 2014 : Vino Business diffusé sur France 3 le 15 septembre 2014 en co-réalisation avec Damien Vercaemer.